# Traité de Tlatelolco
Traité de l'espace (1967) Traité sur la non-prolifération des armes nucléaires (1968)
Le traité de Tlatelolco, ou traité visant l'interdiction des armes nucléaires en Amérique latine est un traité international qui crée une zone exempte d'armes nucléaires en Amérique latine et dans les Caraïbes. Il est signé à Tlatelolco (quartier de Mexico), le 14 février 1967. Le traité est entré en vigueur le 22 avril 1968. Cuba en 2002 a été le dernier État à ratifier le traité. 33 pays ont donc aujourd'hui signé et ratifié le traité.

## Historique
La crise des missiles de Cuba est un choc en Amérique latine. Plusieurs de ses dirigeants, et notamment le président du Mexique, refusent d'être pris dans l'engrenage de la course aux armements nucléaires qui s'accélère. La résolution 1911 (XVIII) adoptée en novembre 1963 par l'Assemblée générale des Nations unies appuie l'initiative de dénucléarisation de la région prise par les dirigeants de cinq États d'Amérique latine en avril 1963. Faisant suite à cette résolution, la plupart des États d'Amérique latine tiennent en novembre 1964 une réunion préliminaire sur la dénucléarisation de l'Amérique latine qui instaure la « Commission préparatoire pour la dénucléarisation de l'Amérique latine » (COPREDAL). La commission tient quatre séries de sessions entre mars 1965 et février 1967.
Réunis dans le district de Tlatelolco à Mexico le 14 février 1967, les nations d'Amérique latine et des Caraïbes approuvent le projet de traité pour maintenir leur région du monde exempte d'armes nucléaires. Bien que l'Antarctique ait précédemment été déclarée zone exempte d'armes nucléaires en vertu du Traité sur l'Antarctique de 1961, c'est la première fois qu'une telle interdiction est mise en place sur une région habitée.

## États parties
Tous les États d'Amérique latine et des Caraïbes ont signé et ratifié le traité.
- Antigua-et-Barbuda
- Argentine
- Bahamas
- Barbade
- Belize
- Bolivie
- Brésil
- Chili
- Colombie
- Costa Rica
- Cuba
- République dominicaine
- Dominique
- Équateur
- Grenade
- Guatemala
- Guyana
- Haïti
- Honduras
- Jamaïque
- Mexique
- Nicaragua
- Panama
- Paraguay
- Pérou
- Saint-Christophe-et-Niévès
- Saint-Vincent-et-les-Grenadines
- Sainte-Lucie
- Salvador
- Suriname
- Trinité-et-Tobago
- Uruguay
- Venezuela

## Dispositions du traité
Selon les dispositions du traité, les États parties s'engagent « à interdire et à empêcher sur leurs territoires respectifs : a) l'essai, l'emploi, la fabrication, la production ou l'acquisition, par quelque moyen que ce soit, de toute arme nucléaire, pour leur propre compte, directement ou indirectement, pour le compte de tiers ou de toute autre manière; et b) la réception, l'entreposage, l'installation, la mise en place ou la possession, sous quelque forme que ce soit, de toute arme nucléaire, directement ou indirectement, pour leur propre compte, par l'intermédiaire de tiers ou de toute autre manière ».

## Protocoles
Le traité contient deux protocoles. Le premier lie au traité les États lointains ayant des territoires dans la région (à savoir, les États-Unis, la France, les Pays-Bas et le Royaume-Uni). Le deuxième protocole, qui demande aux cinq puissances nucléaires reconnues par le TNP de s'abstenir de mettre en péril le statut de zone exempte d'arme nucléaire de la région, a été signé et ratifié par la Chine, les États-Unis, la France, la Russie et le Royaume-Uni.

## Sources